# Seebigsrain
Der Berg Seebigsrain ist eine 328,6 m hohe, bewaldete Erhebung und befindet sich im Frauenseer Forst im Wartburgkreis in Thüringen.
Der Berg bildet den westlichen Talrand des historischen Moorgrundes bei Ettenhausen an der Suhl und gehört zur Flur Weißendiez der Stadt Bad Salzungen. Von Weißendiez führt ein befestigter Forstweg zum Weiler Hetzeberg und nach Ettenhausen an der Suhl. Südlich dieser Forststraße beginnt die zum Berg Schöne Aussicht gehörende Forstabteilung.

Zwischen dem Seebigsrain und dem westlich angrenzenden Berg Die Harth befindet sich der „Albertsgrund“ mit seinem südlichen Seitental „Igelsgrund“. In diesem Areal bilden beide Gründe ein schmales Kerbtal, das die ehemalige Landesgrenze zwischen den Herzogtümern Sachsen-Meiningen und Sachsen-Weimar-Eisenach (Flurname „Grenzgraben“ und einige schöne Wappensteine am Wanderweg) markiert.